# Гидеон Грајф
Гидеон Грајф (хебр. גדעון גרייף‎; 16. март 1951), израелски историчар специјализован за изучавање историје холокауста, посебно концентрационог логора Аушвиц.
Предавао је на универзитетима у Аустралији, Естонији, Израелу, Литванији, Немачкој, Новом Зеланду, Пољској и САД. Године 1986, интервјуисао је 31 логораша из Аушвица и на основу њихових сведочења написао књигу Плакали смо без суза која је преведена на дванаест светских језика. Аутор је више од 500 научних радова на тему холокауста.
Од око 2015. године, тежиште Грајфовог рада је и логор смрти Јасеновац. Јасеновац је прогласио балканским Аушвицом. Грајф тврди да је у Јасеновцу страдало око 700.000 Срба, Јевреја, Рома и других народа као и да је био далеко бруталнији од Аушвица. Написао је монографију под називом Јасеновац — Аушвиц Балкана у којој је описао 57 метода убијања и мучења људи.

## Признања
Одликован је Златном медаљом за заслуге Србије за изузетне заслуге и несебичну посвећеност у одбрани истине о страдању српског, јеврејског и других народа током Другог светског рата.
Такође је прималац плакета Витеза светосавског пацифизма и Јасеновачких страдалника.